# Miquel Serrabassa i Lafont
Miquel Serrabassa i Lafont (Vic, 1982) és un informàtic català, programador especialitzat en el desenvolupament web i administració de sistemes. És director tècnic de l'empresa Sobrevia.net, fundada l'any 2003 amb Jose Manuel Gutiérrez, i dedicada al desenvolupament web i a l'assessoria tecnològica. També fou director tecnològic del Grup Nació Digital fins al gener de 2022.
L'any 2005 va començar a programar el que actualment és el diari digital Nació Digital, que al principi era un projecte del periodista Miquel Macià i Arqués basat en el digital Osona.com. Entre els anys 2010 i 2020 va ser també el cap de redacció de l'edició de Girona d'aquest mitjà.
Serrabassa va ser membre de l'entitat STIC.cat, organitzant els primers Premis Blogs Catalunya. Està adherit al Capítol Català de la Internet Society (ISOC-CAT). També ha organitzat diverses edicions de l'e-Week de Vic. A més de les seves activitats com a tècnic, Serrabassa és col·laborador habitual en mitjans de comunicació.
Com a docent imparteix cursos d'especialització, màsters i postgraus en centres adscrits a la Universitat de Girona com ERAM o CETA, centrat en temes tecnològics i tècnics; també ha estat professor de la Universitat Catalana d'Estiu i consultor de la Universitat Oberta de Catalunya, on hi va cursar el Grau d'Enginyeria Informàtica.